# Energia solar tèrmica

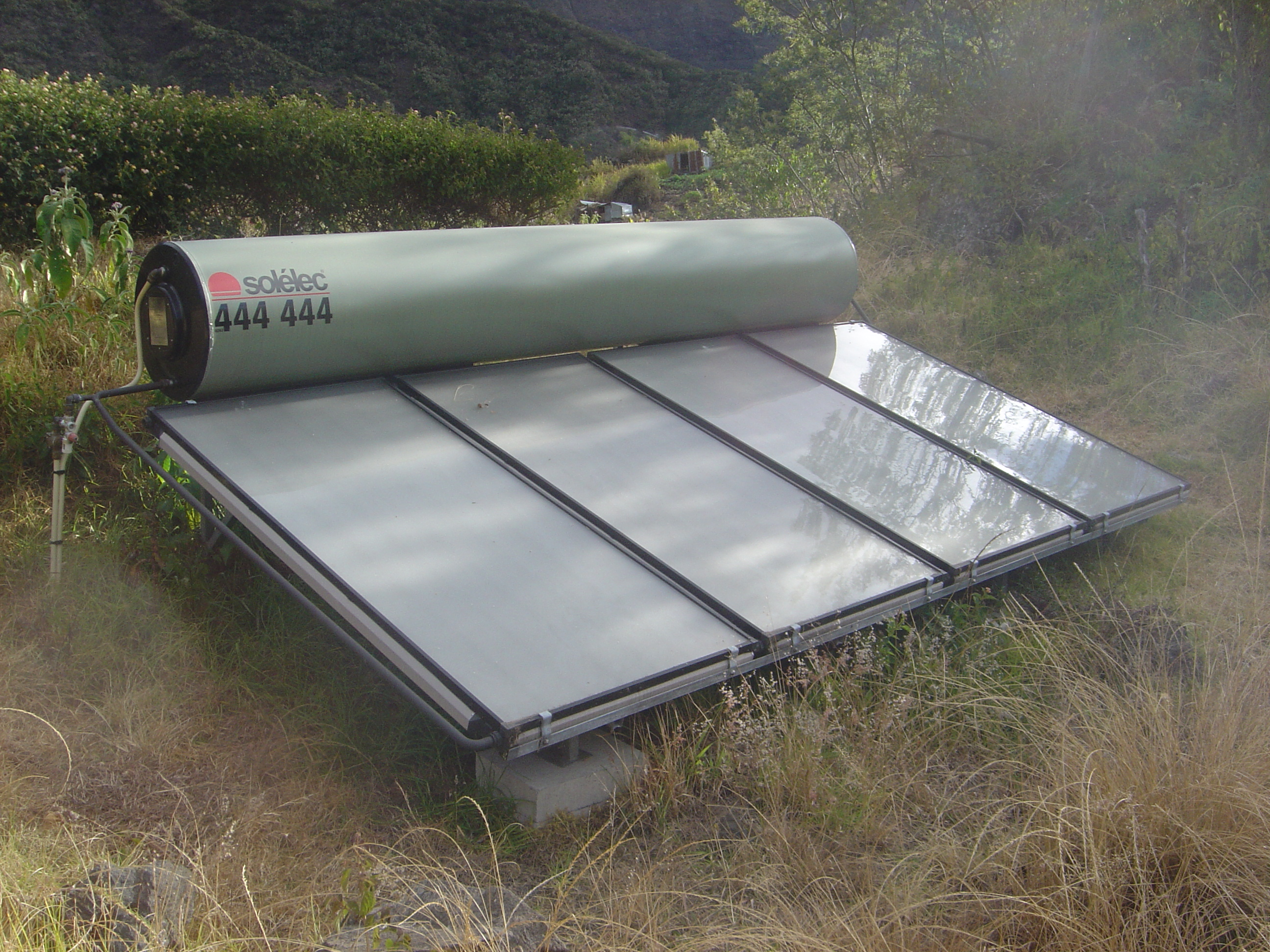
Col·lector solar

L'energia solar tèrmica és la utilització de la radiació solar per escalfar fluids destinats a diferents usos.
Segons la temperatura que aconsegueixen els fluids es poden classificar els sistemes d'energia solar tèrmica en Sistemes de Baixa Temperatura i Sistemes d'Alta Temperatura.
En el cas d'una instal·lació domèstica, l'escalfament a baixa temperatura d'aigua (o eventualment altres fluids), destinada a l'ús com aigua calenta sanitària o calefacció. Addicionalment, pot emprar-se per a alimentar una màquina de refrigeració per absorció, que fa servir calor en lloc d'electricitat per condicionar l'aire.
Una instal·lació d'energia solar tèrmica consta d'un conjunt de plaques, generalment fixes en els seus tres eixos, per les quals discorren uns tubs que s'exposen d'aquesta forma a la radiació solar. Les característiques constructi[ves responen a la minimització de les pèrdues d'energia una vegada escalfat el fluid que transcorre pels tubs (aïllaments a la conducció per buit o materials termoaïllants) i a la recepció de radiació de baixa temperatura. El circuit es completa amb un sistema de circulació natural o forçada, un o diversos magatzems per a desacoblar el consum a la producció i generar inèrcia tèrmica en el sistema, i els mecanismes de control i conducció necessaris. A vegades el sistema està hibridat amb una caldera de combustible fòssil o d'escalfament elèctric per a suplementar l'acció del sol.
A més del seu ús com aigua calenta sanitària, calefacció i refrigeració (mitjançant màquina d'absorció), l'ús de plaques solars tèrmiques ha proliferat per a l'escalfament de piscines exteriors residencials, en països on la legislació impedeix l'ús d'energies d'altre tipus per a aquest fi.
L'altra forma d'aprofitament de l'energia solar tèrmica és per produir energia elèctrica escalfant un fluid amb el sol. Aquest fluid calent entra en contacte amb aigua dins de l'intercanviador de calor i produeix vapor que mou una turbina acoblada a un alternador. L'electricitat produïda es transforma a alt voltatge i es bolca a la xarxa elèctrica.

## Definició
L'energia solar tèrmica consisteix en l'aprofitament de la radiació provinent del sol per produir calor. La intensitat d'aquesta radiació solar, es mesura mitjançant dos paràmetres físics: insolació, que és l'energia mitjana diària, expressada en kWh/m² dia, i radiació tèrmica, que és la potència instantània sobre la superfície horitzontal, expressada en kW/m².
La calor produïda, pot aprofitar-se per ús domèstic o bé per la producció d'energia mecànica i per tant, produir electricitat. Una de les aplicacions més esteses és el que es coneix com a aigua calenta sanitària (ACS) que consisteix en l'aprofitament d'aquesta calor per escalfar un fluid (aigua) a temperatures inferiors a 80 °C.

## Components de la instal·lació
Una instal·lació solar tèrmica està formada per captadors solars, un circuit primari i secundari, bescanviador de calor, acumulador, bombes, vas d'expansió, canonades i un panell de control principal.

### Captadors solars
Els captadors solars són els elements que capturen la radiació solar i la converteixen en energia tèrmica, en escalfor. Com a captadors solars es coneixen els de placa plana, els de tubs de buit i els captadors absorbidors sense protecció ni aïllament. Els sistemes de captació plans (o de placa plana) amb coberta de vidre són els comuns majoritàriament en la producció d'aigua calenta sanitària ACS. El vidre deixa passar els raigs del sol, aquests escalfen uns tubs metàl·lics que transmeten la calor al líquid de dins. Els tubs són de color fosc, ja que les superfícies fosques escalfen més.
El vidre que cobreix el captador no només protegeix la instal·lació sinó que també permet conservar l'escalfor tot produint un efecte d'hivernacle que millora el rendiment del captador.
Estan formats d'una carcassa d'alumini tancada i resistent a ambients marins, un marc d'alumini eloxat, una junta perimetral lliure de silicones, aïllant tèrmic respectuós amb el medi ambient de llana de roca, coberta de vidre solar d'alta transparència, i finalment per tubs soldats ultrasònics.
Els col·lectors solars es componen dels següents elements:
- Coberta: És transparent, pot o no ser-hi present. Generalment és de vidre tot i que també s'utilitzen de plàstic, ja que és menys car i manejable, però ha d'ésser un plàstic especial. La seva funció és minimitzar les pèrdues per convecció i radiació i per això ha de tindre una transmitància solar la més alta possible.

- Canal d'aire: És un espai (buit o no) que separa la coberta de la placa absorbent. El seu gruix s'ha de calcular tenint en compte per tal d'equilibrar les pèrdues per convecció i les altes temperatures que es poden produir si és massa estret.

- Placa absorbent: La placa absorbent és l'element que absorbeix l'energia solar i la transmet al líquid que circula per les canonades. La principal característica de la placa és que ha de tenir una gran absorció solar i una emissió tèrmica reduïda. Com els materials comuns no compleixen amb aquest requisit, s'utilitzen materials combinats per a obtenir la millor relació absorció/emissió.

- Tubs o conductes: Els tubs estan tocant (de vegades soldades) la placa absorbent per tal que l'intercanvi d'energia sigui el més gran possible. Pels tubs circula el líquid que s'escalfarà i anirà cap al tanc d'acumulació.

- Capa aïllant: La finalitat de la capa aïllant és recobrir el sistema per tal d'evitar i minimitzar pèrdues. Perquè l'aïllament sigui el millor possible, el material aïllant haurà de tindre una baixa conductivitat tèrmica.

#### Captadors solars de placa plana

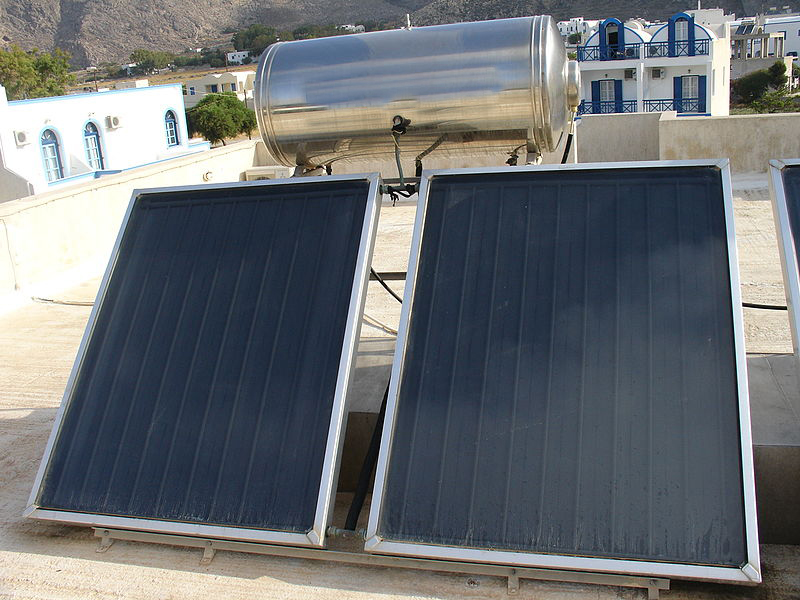
Panells solars a Santorini

Un captador solar pla té l'ànima del sistema és un reixat vertical de tubs metàl·lics, per simplificar, que condueixen l'aigua freda en paral·lel, connectats per baix per un tub horitzontal a la presa d'aigua freda i per dalt per un altre de similar al retorn. La graella ve encaixada en una coberta, com la descrita més amunt, normalment amb doble vidre per dalt i aïllant pel darrere. En alguns models, els tubs verticals estan soldats a una placa metàl·lica per aprofitar la insolació entre tub i tub.

#### Captadors solars de tubs de buit «tot vidre»
En aquest sistema els tubs metàl·lics del sistema precedent se substitueixen per tubs de vidre, encapsulats, d'un amb un, en un altre tub de vidre entre els quals es fa el buit com a aïllament. Els grans avantatges que presenten aquests tipus de captadors són el seu alt rendiment i que, en el cas que un dels tubs es fes malbé, no cal canviar tot el panell per un de nou, sinó que només cal canviar el tub afectat. Per contra, en relació amb els de placa plana, resulten més cars.

#### Captadors solars de tubs de buit amb «tubs de calor» per canvi de fase
Aquest sistema aprofita el canvi de fase de vapor a líquid dins de cada tub, per lliurar energia a un segon circuit de líquid de transport. Els elements són tubs tancats, normalment de coure, que contenen el líquid que, en escalfar-se pel sol, bull i es converteix en vapor que puja a la part superior on hi ha un capçal més ample (zona de condensació), que en la part exterior està en contacte amb líquid transportador, que essent més fred que el vapor del tub en capta la calor i provoca que el vapor es condensi i caigui a la part baixa del tub per tornar a començar el cicle.
El tub de calor es pot embolicar amb una jaqueta de materials especials per minimitzar les pèrdues per irradiació. Se solen emprar tubs de vidre resistent, per reduir els danys en cas de petites calamarsades. El líquid del tub pot ser aigua que, havent-ne reduït la pressió fent un buit parcial, tindrà un punt d'ebullició baix per treballar fins i tot amb la insolació dels raigs infrarojos en cas de núvol.

### Circuit primari
El circuit primari, és circuit tancat, transporta l'escalfor des del captador fins a l'acumulador (sistema que emmagatzema calor). El líquid escalfat (aigua o una barreja de substàncies que puguin transportar l'escalfor) porta la calor fins a l'acumulador. Un cop refredat, retorna al col·lector per tornar-se a escalfar, i així successivament.

### Bescanviador de calor
El bescanviador de calor escalfa l'aigua de consum a través de la calor captada de la radiació solar. Se situa al circuit primari, al seu extrem. Té forma de serpentí, ja que així, s'aconsegueix augmentar la superfície de contacte i per tant, l'eficiència.
L'aigua que entra a l'acumulador, sempre que estigui més freda que el serpentí, s'escalfarà. Aquesta aigua, escalfada en hores de sol, ens quedarà disponible pel consum posterior.

### Acumulador
L'acumulador és un dipòsit on s'acumula l'aigua escalfada útil pel consum. Té una entrada per l'aigua freda i una sortida per la calenta. La freda entra per sota de l'acumulador on es troba amb el bescanviador, a mesura que s'escalfa es desplaça cap a dalt, que és des d'on sortirà l'aigua calenta per al consum.
Internament disposa d'un sistema per evitar l'efecte corrosiu de l'aigua calenta emmagatzemada sobre els materials. Per fora té una capa de material aïllant que evita pèrdues de calor i està cobert per un material que protegeix l'aïllament de possibles humitats i cops.

### Circuit secundari
El circuit secundari o de consum (circuit obert), entra aigua freda de subministrament i per l'altre extrem l'aigua escalfada es consumeix (dutxa, lavabo…). L'aigua freda passa per l'acumulador primerament, on escalfa l'aigua calenta fins a arribar a una certa temperatura. Les canonades d'aigua calenta de l'exterior, han d'estar cobertes per aïllants.

### Bombes
Les bombes, en cas que la instal·lació sigui de circulació forçada, són de tipus recirculació (sol haver-hi dues per circuit), treballant una la meitat del dia, i la parella, la meitat del temps restant. La instal·lació consta dels rellotges que porten el funcionament del sistema, fan l'intercanvi de les bombes, per tal que una treballi les 12 hores primeres i l'altra les 12 hores restants. Si hi ha dues bombes en funcionament, hi ha l'avantatge que en cas que una deixi de funcionar, hi ha la substituta, de manera que així no es pot parar el procés davant de la fallada d'una d'aquestes. L'altre motiu a considerar, és que gràcies a aquest intercanvi la bomba no sofreix tant, sinó que se la deixa descansar, refredar, i quan torna a estar en bon estat (després de les 12 hores) es torna a posar en marxa. Això ocasiona que les bombes puguin allargar durant més el temps de funcionament sense haver-hi de fer cap mena de manteniment previ.
En total sol haver-hi quatre bombes, dues en cada circuit. Dues al circuit primari que bomben l'aigua dels col·lectors i les altres dues al circuit secundari que bomben l'aigua dels acumuladors, en el cas d'una instal·lació de tipus circulació forçada.

### Vas d'expansió
El vas d'expansió absorbeix variacions de volum del fluid caloportador, el qual circula pels conductes del captador, mantenint la pressió adequada i evitant pèrdues de la massa del fluid. És un recipient amb una cambra de gas separada de la de líquids i amb una pressió inicial la qual va en funció de l'altura de la instal·lació.
El que més s'utilitza és amb vas d'expansió tancat amb membrana, sense transferència de massa a l'exterior del circuit.

### Canonades
Les canonades de la instal·lació es troben recobertes d'un aïllant tèrmic per evitar pèrdues de calor amb l'entorn.

### Panell de control
Es disposa també d'un panell principal de control a la instal·lació, on es mostren les Temperatures en cada instant (un regulador tèrmic), de manera que pugui controlar-se el funcionament del sistema en qualsevol moment. Apareixen també els rellotges encarregats de l'intercanvi de bombes.

## Tipus d'instal·lacions
Es coneixen dos tipus principals d'instal·lacions solars tèrmiques, la de circulació natural i de circulació forçada.

### Sistema solar tèrmic de tipus circulació natural o Termosifó
En incidir la radiació solar al captador, transfereix la seva energia al fluid contingut en aquest, que augmenta la seva temperatura i disminueix així la seva densitat. S'origina, per tant, una diferència tèrmica entre el líquid en el captador i el líquid en l'acumulador (situat a major altura), iniciant-se de manera natural una circulació del fluid calent en direcció a l'acumulador. És a dir, aquest sistema no requereix bomba de recirculació i generalment treballa amb la pressió de la xarxa. Respecte als costos operatius és el més econòmic, el seu cost és zero.

### Sistema solar tèrmic de tipus circulació forçada
En aquest tipus de sistema, la circulació del líquid tèrmic pel captador i per la resta de circuit s'aconsegueix mitjançant una bomba de circulació amb la regulació corresponent. Aquesta regulació s'aconsegueix sempre a través d'un termòstat diferencial, mitjançant el diferencial de temperatures.
La circulació forçada, en canvi, presenta un petit cost operatiu produït pel treball de la bomba. Els seus usos són en qualsevol tipus d'instal·lació tant residencial com industrial, especialment quan calen grans volums d'aigua.

## Funcionament de la instal·lació
El procés tal com s'ha descrit anteriorment es duu a terme en 2 circuits independents, un primari i un secundari. L'energia tèrmica (calor) procedent dels rajos solars arriba als captadors, escalfant el fluid que circula pel seu interior (aigua amb anticongelant). Aquesta energia en forma d'aigua calenta és intercanviada fins a un altre circuit on és acumulada a un dipòsit acumulador fins a poder ser utilitzada com a ACS (aigua calenta sanitària).
El fluid que circula pels col·lectors és aigua destil·lada o desionitzada amb etilenglicol o propilenglicol. Al circuit secundari, l'aigua freda d'entrada a l'acumulador, és aigua de xarxa, per tant, al no ser aigua tractada, s'ha de protegir davant la corrosió.

## Principis físics que intervenen en el funcionament del captador solar de placa plana

### Efecte d'hivernacle
La radiació solar incident en una placa plana, pot ser parcialment absorbida pel cos. Aquella que no s'absorbeix és reflectida o travessa (travessa, afecta principalment als cossos transparents). Aquesta relació, depenen de diversos factors, com ara l'estat de la superfície, la naturalesa del cos, el gruix del cos, el tipus de radiació. Longitud d'ona i l'angle d'incidència dels raigs solars.
La major part de la radiació solar està compresa entre 0,3 i 2,4 μm, per això passa per un vidre. Un cos és transparent, només per a radiacions amb longitud d'ona entre 0,3 i 3 μm. El vidre de la placa ha de ser opac, perquè així s'escalfa en ser impactat per la radiació solar i emet radiacions compreses entre 4,5 i 7,2 μm, aquesta radiació és absorbida per l'absorbidor.
Les qualitats que cal exigir a un material per a fer-lo servir com a coberta de captadors solars: Elevat coeficient de transmissió de la radiació en la banda de 0,3 a 3μm, estabilitat en el temps (cosa que no passa amb els plàstics), baix coeficient de transmissió de l'infraroig llarg, baix coeficient de conductivitat tèrmica, resistència al trencament per cops, baix coeficient de dilatació i no adherència de la brutícia
El vidre deixa passar les radiacions d'ona curta procedent del sol i atura les emissions d'ona llarga procedents de la placa absorbidora. Hi ha alguns plàstics que tenen un comportament similar al vidre, com ara el policarbonat. El material que es fa servir habitualment en captadors solars plans és el vidre de baix contingut en ferro per a poder-ne millorar la transmissivitat.
La coberta fa l'efecte d'hivernacle i minimitza l'intercanvi de calor per convecció entre l'interior i l'exterior del captador.

### Cos negre
El cos negre és un altre principi físic que permet el funcionament d'un captador solar tèrmic, una superfície negra i mate capta millor l'energia que qualsevol altre color. És per això, que les superfícies fosques són les millors com a captadores de l'energia radiada pel sol. L'absorbidor està format per una superfície metàl·lica que permet l'intercanvi de calor amb l'aigua o fluid que volem escalfar. En l'absorbidor impacta la radiació que ha travessat el vidre de la coberta.
Per tal d'aprofitar al màxim aquest principi els fabricants de captadors enfosqueixen l'absorbidor dels seus models seguint principalment dues tècniques: Pintures calòriques (que resisteixen les temperatures de treball superiors als 100 °C), i tractaments selectius (basats en deposicions electroquímiques o pintures amb òxids metàl·lics que tenen la virtut de, a més de ser bons captadors de la radiació, tenir una baixa emissivitat).
A les nostres latituds, la majoria dels fabricants opten per l'opció de pintar l'absorbidor, ja que l'augment de cost dels tractaments selectius no queda compensat per l'augment de rendiment dels captadors.
Si fem passar aigua a través de l'absorbidor, aquest va prenent l'escalfor captada i arriba a una temperatura més baixa que la d'equilibri estàtic. Aquesta cessió de calor serà per conducció.

### Aïllament
El tercer dels principis físics que intervenen en el funcionament dels captadors és l'aïllament del conjunt respecte l'exterior, format normalment per un revestiment intern de la capsa contenidor.

## Sistema auxiliar o de suport
És aquell sistema que s'activa quan l'aigua no arriba a la temperatura desitjada per la poca radiació solar. Aquest pot ésser un sistema de suport integrat a l'acumulador (resistència elèctrica), bescanviadors amb un sistema de suport (com una caldera) o calderes de gas connectades al circuit secundari.

## Avantatges i desavantatges del procés
L'energia tèrmica a partir del sol és l'energia més neta que existeix, és a dir, no repercuteix sobre el medi ambient i a més a més, no requereix cap mena de transformacions ni produccions addicionals.
Presenta molts avantatges entre els quals destaquen: Gran qualitat energètica, no presenta quasi impacte ecològic, es considera una font inesgotable i contribueix a reduir el CO₂. D'altra banda, amb l'energia solar s'estalvia: Combustibles fòssils, emissions atmosfèriques com de CO₂, SO₂ i NO₂, altres contaminants com cendres, compostos radioactius, entre d'altres i l'ús d'instal·lacions de transport i les pèrdues energètiques que generen. En definitiva, l'energia solar afavoreix l'autogeneració de l'energia, l'autosuficiència i la qualitat de vida.
Respecte als desavantatges de la dita instal·lació el major inconvenient és l'impacte visual, és a dir en l'estètica del medi. Però tot i així, els panells posseeixen propietats adaptables que poden aconseguir que estiguin el més integrats possible al medi que els envolta. L'energia solar és intermitent (no està present de nit) i les variacions atmosfèriques (pluja, núvols, neu, boira) afecten el seu rendiment. Un altre inconvenient és la inversió inicial que poques persones s'atreveixen a realitzar (tot i que ara ja comença a ser obligatori en les instal·lacions de nova construcció). Per això és necessari brindar la suficient informació per demostrar que la inversió inicial s'amortitza a mitjà termini, i després genera una zona d'estalvi que s'allarga la resta de la vida útil d'aquests sistemes, que va de 15 a 20 anys.

## Rendiment de la instal·lació
Els mesos de major rendiment són els mesos d'estiu, ja que són els millors a nivell solar (inclinació, orientació). Quan interessa augmentar el rendiment a l'hivern (amb perjudici del rendiment a l'estiu), se solen posar inclinacions per sobre del grau de latitud.
El rendiment dels col·lectors, es pot calcular amb l'equació següent:
{\displaystyle \eta =\eta _{0}-\left\vert {\frac {K_{1}\times \Delta T}{I}}\right\vert -\left\vert {\frac {K_{2}\times (\Delta T)^{2}}{I}}\right\vert }
On: 
η: rendiment del col·lector 
η0: rendiment òptic (segons fabricant)
K1, K₂: coeficients de pèrdua de calor expressats en [W/(m²·K)], [W/(m²·K²)] respectivament (dades segons fabricant)
∆T = (Tª dels col·lectors després d'escalfar-se [K]) – (Tª ambient [K])
I = Irradiació [W/m²]

## Manteniment de la instal·lació
La garantia de funcionament d'aquest tipus d'instal·lacions és de tres anys. Tot i això, un cop passats aquests tres anys, el manteniment que cal fer-hi és bastant reduït. A continuació es mostra la taula del manteniment necessari:
- Neteja: La superfície de captació requereix que estigui neta.
- Anticorrosió: Les estructures han de portar la protecció adequada davant la corrosió i rovell.
- Aïllaments: Vigilar que els elements de la instal·lació (canonades, captadors i acumuladors), tinguin els respectius aïllaments en bon estat.
- Manòmetres i termòmetres: Ajustar les pressions i temperatures dels circuits que es desitgin i vigilar que funcionin en bon estat.
- Sobreescalfaments: Assegurar l'adequat funcionament dels sistemes perquè no hi hagi sobreescalfaments

Cal fer també revisions generals de la instal·lació, com són revisions de les fixacions dels captadors i d'altres, fer un bon manteniment de la caldera i controlar tota mena de pèrdues que hi pugui haver al circuit de consum.

## Centrals solars tèrmiques

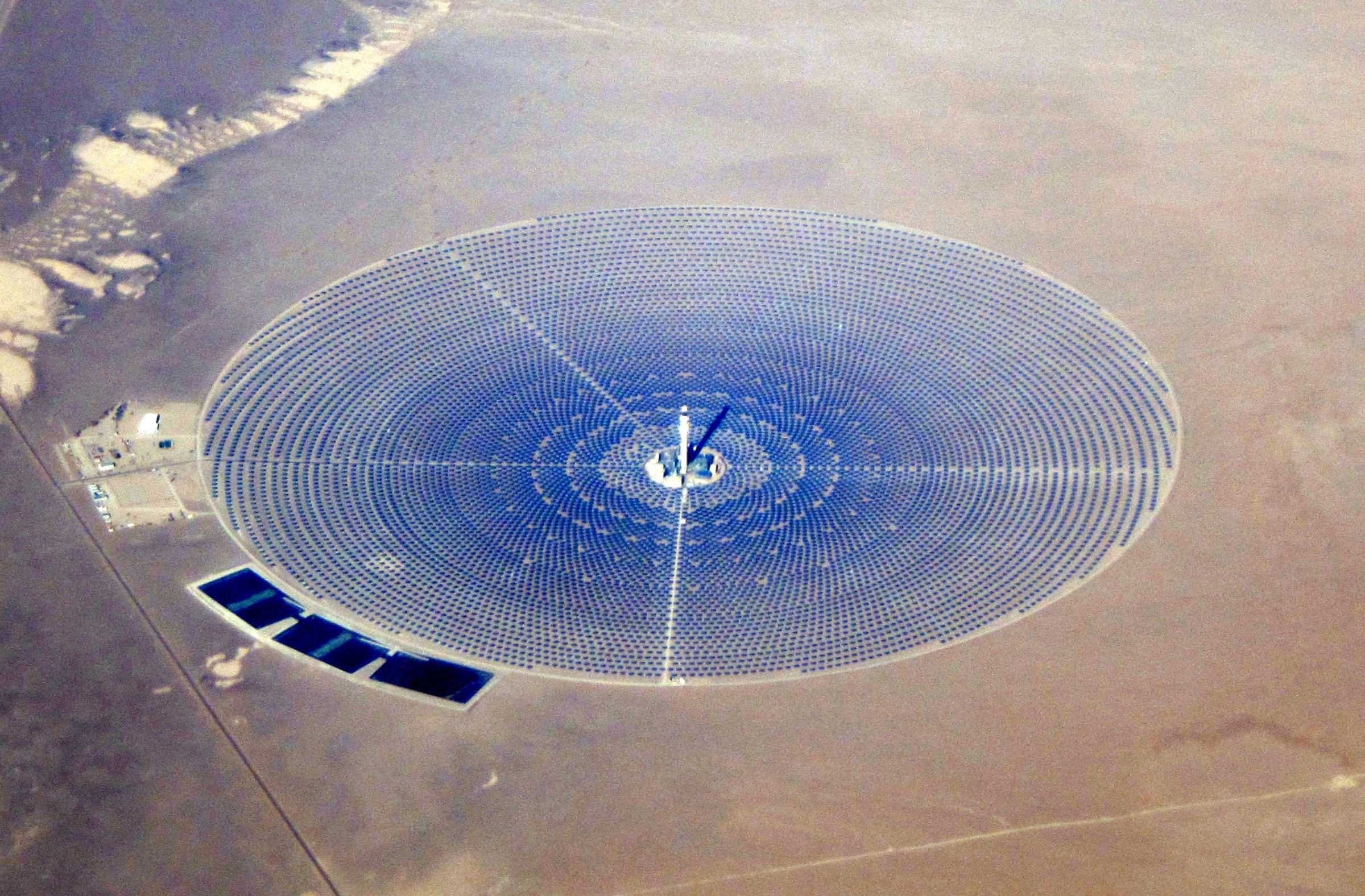
Una planta d'energia solar al projecte d'energia solar de Crescent Dunes que concentra la llum mitjançant 10.000 heliòstats reflectits que abasten 1,21 km²

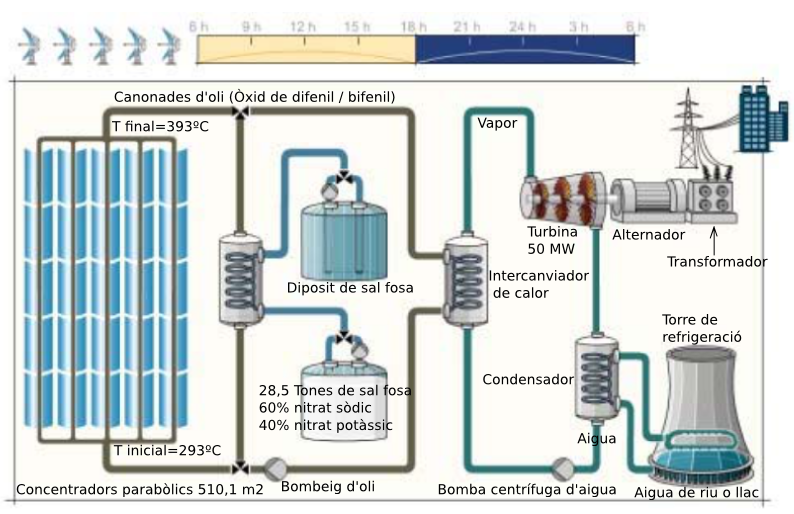
Planta solar tèrmica d'Andasol

En una central solar tèrmica es genera energia solar utilitzant miralls o lents per concentrar una gran àrea de llum solar en un receptor. L'electricitat es genera quan la llum concentrada es converteix en calor (energia solar tèrmica), que acciona una màquina tèrmica (generalment una turbina de vapor) connectada a un generador d'energia elèctrica o alimenta una reacció termoquímica.

## Avantatges de les centrals solars tèrmiques
- No presenten quasi impacte ecològic.
- Es considera una font inesgotable.
- Contribueix a reduir el CO₂.
- Pot funcionar produint electricitat 24 hores al dia sempre que no estiga nuvolat durant el dia.

## Desavantatges de les centrals solars tèrmiques
- L'energia solar tèrmica encara no arriba al nivell de rendibilitat de l'eòlica ni de la fotovoltaica i li caldran ajudes durant 10 anys.

## Índex de Radiació Solar
No tota la radiació provinent del sol pot ser aprofitada, ja que una bona part no arriba a la superfície terrestre. La radiació que incideix per unitat de superfície s'anomena irradiància, i varia segons la situació geogràfica. A l'equador, poden obtenir-se valors de 300 W/m², mentre que als pols, els valors acostumen a moure's al voltant dels 100 W/m². Pel que fa als valors corresponents a la franja del territori espanyol, aquests oscil·len entre els 150 i els 200 W/m².
Els valors de radiació solar que incideix a Catalunya estan publicats a l'Atles de Radiació Solar de Catalunya
L'índex de radiació solar és un paràmetre a tenir en compte a l'hora de plantejar la instal·lació de panells solars (afecta el rendiment).

## Estadístiques
El fet d'instal·lar plaques solars encara és un sistema escàs, ja que les estadístiques realitzades el 2002 mostren que a Espanya existeixen 282.300 m² de panells solars tèrmics, valor força inferior als 12.844.900 m² totals d'Europa.
Amb tot i això, en els últims anys, s'ha produït un notable augment d'instal·lacions d'aquest tipus, a causa de la sensibilitat més gran de la població en general, a la disminució dels costos d'aquests equips i a l'entrada en vigor del nou Codi Tècnic de l'Edificació (CTE), el qual obliga a les noves construccions a instal·lar sistemes d'aprofitament d'energia solar tèrmica. Tot i que la normativa actual a Catalunya (al 2019, és tant poc exigent que, amb un increment mig anual de 14 graus, implica que a l'hivern no cal que escalfí i a l'estiu tampoc arribi a ser aigua prou calenta), i que en molts casos, l'estalvi de la instal·lació en prou feines compensa els costos de manteniment, especialment en comunitats de veïns i blocs de pisos a on la distribució es mes complexa i el manteniment més car, tot tenint en compte que ja disposen i han de mantenir els altres sistemes de suport tradicionals per escalfar l'aigua.

## Enllaços extens
- Institut Català de l'Energia (ICAEN) Arxivat 2008-12-11 a Wayback Machine.
- Atles de Radiació Solar de Catalunya
- Projecte energia solar tèrmica
- Portal Solar
- Solar Web